# 中橋富士夫
中橋富士夫（なかはし ふじお、1944年 - ）は、日本の風景写真家。株式会社モーターマガジン社Mook撮影ガイドシリーズ「日本のデジタル風景」など33冊を責任編集している。集大成として『風景撮影74の金言』を刊行した。